# Cosmogonia
Cosmogonia là một chi bướm đêm thuộc họ Geometridae.

## Các loài
- Cosmogonia decorata (Warren, 1896)